# Pągów (powiat radomszczański)
Pągów – wieś w Polsce położona w województwie łódzkim, w powiecie radomszczańskim, w gminie Żytno.
W latach 1975–1998 miejscowość należała administracyjnie do województwa częstochowskiego.